# 클라리넷 오중주 (브람스)
요하네스 브람스의 《클라리넷 5중주 나단조 작품번호 115》는 클라리넷 연주자 리하르트 뮐펠트를 위해 1891년에 작곡되었다. 이 곡은 현악 사중주와 클라리넷을 위한 곡이다. 그것은 대략 35분 동안 연주된다.
브람스는 리하르트 뮐펠트의 연주를 듣기 전에 작곡에서 은퇴했다. 브람스는 한스 폰 뷜로가 마이닝겐 코트 오케스트라를 지휘할 때 뮐펠트를 이미 만났을지도 모른다. 브람스는 뮐펠트에 대해 매우 열광적이었다. 그해 여름 바트 이슐에서 그는 클라리넷 5중주곡과 《클라리넷 3중주 가단조 작품번호 114》를 작곡했는데, 둘 다 뮐펠트를 위한 것이었다. 그는 나중에 두 곡의 클라리넷 소나타 작품번호 120 (no.1, no.2)도 작곡했다.
작품은 4악장으로 구성되어 있다.